# Telmatophilus brevicollis
Telmatophilus brevicollis is een keversoort uit de familie harige schimmelkevers (Cryptophagidae). De wetenschappelijke naam van de soort werd in 1862 gepubliceerd door Charles Nicolas Aubé.